# Darcinópolis
Darcinópolis là một đô thị thuộc bang Tocantins, Brasil. Đô thị này có diện tích 1548,89 km², dân số năm 2007 là 5130 người, mật độ 3,31 người/km².